# Ареструп, Нильс
Нильс Ареструп (фр. Niels Arestrup; 8 февраля 1949, Монтрёй, Франция — 1 декабря 2024, Виль-д’Авре, Франция) — французский актёр театра кино и телевидения, сценарист и режиссёр датского происхождения. Трижды лауреат премии «Сезар» за лучшую мужскую роль второго плана и ряда других профессиональных и фестивальных кинонаград.

## Биография
Нильс Ареструп родился 8 февраля 1949 года в городе Монтрёй (департамент Сена-Сен-Дени во Франции) в скромной семье датчанина, который эмигрировал во Францию во время Второй мировой войны, и француженки. В юношеские годы учился на курсах актёрского мастерства Тани Балашовой. Начинал актёрскую карьеру в театре.
В 1973 году Нильс Ареструп дебютировал в кино, сыграв небольшую роль в фильме Сами Павла «Мисс О’Жини и мужчины-цветы». В 1974 году снялся в авантюрной драме режиссёра Алена Рене «Ставиский», в которой сыграл роль Рудольфа, секретаря Льва Троцкого. Параллельно с выступлениями на театральной сцене, Ареструп продолжал сниматься в кино, создавая образы ярких персонажей второго плана, запоминающиеся, зачастую негативных или двойственных. Подобные роли актёр исполнил в фильмах «Ирония» (1979), «Женщина-полицейский» (1979), «Волки среди волков» (1985).
С середины 1980-х годов Нильса Ареструпа начали приглашать на главные роли. Так, в 1984 году он сыграл роль любовника замужней главной героини в фильме Марко Феррери «Будущее — это женщина», в 1991 году появился в фильме «Встреча с Венерой» в роли дирижера венгерского оркестра Золтана Шанто, который «воюет» с парижским оперным театром. В 2002 году Ареструп исполнил главную роль в режиссёрском дебюте Софи Марсо, драме «Говори со мной о любви».
Мировую славу Нильс Ареструп принесли роли в фильмах Жака Одиара «Моё сердце биться перестало» и «Пророк». За каждую из этих ролей актер получил премию «Сезар» в номинации «Лучший актер второго плана». В драме «Моё сердце биться перестало» Ареструп сыграл владельца полукриминального бизнеса, который перепродаёт заброшенные дома, безжалостно изгоняя нелегальных иммигрантов, поселившихся в них, и заставляет своего сына Тома заниматься тем же. В тюремном триллере «Пророк», который получил Гран-при 62-го Каннского кинофестиваля, и 9 премий «Сезар», Нильс Ареструп сыграл роль главаря банды корсиканцев, которая держит в страхе остальных заключённых.
В 2006 году Нильс Ареструп дебютировал как режиссёр, сняв политическую драму «Кандидат», главную роль в которой исполнил актер Иван Атталь.
В 2014 году Нильс Ареструп получил третью премию «Сезар» как лучший актер второго плана за работу в фильме «Набережная Орсе» Бертрана Тавернье, где он сыграл роль руководителя аппарата МИД. В этом же году актёр сыграл роль немецкого коменданта Парижа, получивший приказ подорвать историческую часть города в фильме Фолькера Шлендорфа «Дипломатия». За эту работу актер был впервые номинирован на премию «Сезар» как лучший актёр главной роли. Партнером Ареструпа в фильме выступил Андре Дюссолье, исполнивший роль французского дипломата.
В 2015 году Нильс Ареструп снялся вместе с Брэдом Питтом, Анджелиной Джоли и Мелани Лоран в фильме Анджелины Джоли «Лазурный берег», где сыграл роль владельца бара.
В 1988 году Ареструп открыл свою собственную театральную школу Ménilmontant в Париже. Будущие актёры, кроме курса драматического мастерства, получают уроки танцев, пения, акробатики, фехтования, английского языка.

### Смерть
Ареструп умер после продолжительной болезни в Виль-д’Авре, Франция, 1 декабря 2024 года в возрасте 75 лет.

## Частичная фильмография
Актёр
| Год  |   | Русское название                        | Оригинальное название             | Роль                        |
| ---- | - | --------------------------------------- | --------------------------------- | --------------------------- |
| 1974 | ф | Мисс О'Жини и мужчины-цветы             | Miss O'Gynie et les hommes fleurs | Ив                          |
| 1974 | ф | Стависки                                | Stavisky                          | Рудольф, секретарь Троцкого |
| 1974 | ф | Я, ты, он, она                          | Je, tu, il, elle                  | водитель грузовика          |
| 1976 | ф | Если бы пришлось начать сначала         | Si c'était à refaire              | Анри Лано                   |
| 1977 | ф | Более нормально, менее нормально        | Plus ça va, moins ça va           | Винсент                     |
| 1978 | ф | Песнь о Роланде                         | La chanson de Roland              | торговец / Отон             |
| 1979 | ф | Уловка                                  | La dérobade                       | Андре                       |
| 1985 | ф | Подпись Шарлотты                        | Signé Charlotte                   | Матьё                       |
| 1985 | ф | Волки среди волков                      | Les loups entre eux               | Майк                        |
| 1991 | ф | Встреча с Венерой                       | Meeting Venus                     | Золтан Шанто                |
| 2002 | ф | Говори мне о любви                      | Parlez-moi d'amour                | Ришар                       |
| 2005 | ф | Моё сердце биться перестало             | De battre mon coeur s'est arrêté  | Робер Сер                   |
| 2007 | ф | Скафандр и бабочка                      | Le scaphandre et le papillon      | Руссен                      |
| 2009 | ф | Пророк                                  | Un prophète                       | Цезарь Лучиани              |
| 2009 | ф | Прощальное дело                         | L'affaire Farewell                | Вальэ                       |
| 2010 | ф | Её зовут Сара                           | Elle s'appelait Sarah             | Жюль Дюфор                  |
| 2010 | ф | Человек, который хотел оставаться собой | L'homme qui voulait vivre sa vie  | Бартоломео                  |
| 2010 | ф | Маленький мир                           | Je n'ai rien oublié               | Томас Синн                  |
| 2011 | ф | Будь моим сыном                         | Tu seras mon fils                 | Поль де Марсель             |
| 2011 | ф | Боевой конь                             | War Horse                         | дед                         |
| 2012 | ф | После любви                             | À perdre la raison                | Андре Пеньэ                 |
| 2013 | ф | Набережная Орсе                         | Quai d'Orsa                       | Клод Мопа                   |
| 2014 | ф | Дипломатия                              | Diplomatie                        | Дитрих фон Хольтиц          |
| 2014 | ф | 96 часов                                | 96 heures                         | Виктор Кансель              |
| 2015 | ф | Лазурный берег                          | By the Sea                        | Мишель                      |
| 2017 | ф | Возвращение в Монток                    | Rückkehr nach Montauk             | Вальтер                     |
| 2018 | ф | Ван Гог. На пороге вечности             | At Eternity's Gate                | безумец                     |